# Ubá
Ubá város Brazíliában, Minas Gerais államban. Lakosainak száma 103 365 fő (2022). Ubá Dores do Turvo, Rodeiro, Senador Firmino, Piraúba, Divinésia, Tocantins, Astolfo Dutra, Guidoval és Visconde do Rio Branco községekkel határos.

## Népesség
A település népességének változása:
| Lakosok száma | 85 065 | 113 300 | 116 797 | 117 995 | 103 365 |
|               | 2000   | 2016    | 2020    | 2021    | 2022    |